# Bistum Pusan
Das Bistum Pusan (lateinisch Dioecesis Pusanensis, kor.: 천주교 부산교구) ist eine in Südkorea gelegene römisch-katholische Diözese mit Sitz in Busan (Pusan).

## Geschichte
Das Bistum Pusan wurde am 21. Januar 1957 durch Papst Pius XII. mit der Apostolischen Konstitution Quandoquidem novas aus Gebietsabtretungen des Apostolischen Vikariates Taiku als Apostolisches Vikariat Pusan errichtet. Am 10. März 1962 wurde das Apostolische Vikariat Pusan durch Papst Johannes XXIII. mit der Apostolischen Konstitution Fertile Evangelii zum Bistum erhoben und dem Erzbistum Daegu als Suffraganbistum unterstellt. Am 15. Februar 1966 gab das Bistum Pusan Teile seines Territoriums zur Gründung des Bistums Masan ab.

## Ordinarien

### Apostolische Vikare von Pusan
- John A. Choi Jae-seon, 1957–1962

### Bischöfe von Pusan
- John A. Choi Jae-seon, 1962–1973
- Gabriel Lee Gab-sou, 1975–1999
- Augustine Cheong Myong-jo, 1999–2007
- Paul Hwang Cheol-soo, 2007–2018
- Joseph Son Sam-seok, seit 2019